# Мощич Петро Степанович
Петро Степанович Мощич (27 квітня 1928, Волосате — 10 лютого 2006) — український лікар-педіатр, доктор медичних наук, професор, академік АНВШ України та УАОІ, Нью-Йоркської академії наук.
Лауреат Державної премії України, нагороди Св. Володимира і Ярослава Мудрого, почесних звань європейських інституцій, заслужений діяч науки і техніки України. Завідувач кафедри факультетської педіатрії, педіатрії № 3 Національного медичного університету ім. О. О. Богомольця (1983—1996, 2001—2003), завідувач кафедри педіатрії медичного інституту УАНМ (1992—2003), професор кафедри педіатрії з 2003 р.

## Біографія

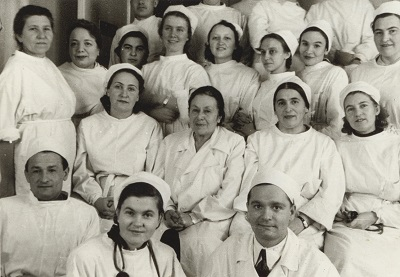
Лікарі-науковці кафедри факультетської педіатрії, в центрі — професор Віра Балабан, у нижньому ряду праворуч — Петро Мощич

Народився на Лемківщині, в с. Волосате Ліського повіту Львівського воєводства (Польща). Після закінчення навчання в гімназії в м. Ярославі (Польща) і переселення 1945 р. в Україну, закінчив в Ужгороді 10-й клас середньої школи і склав випускні іспити на відмінно.
У 1946 р. вступив на медичний факультет Ужгородського державного університету, який закінчив з відзнакою у 1952 р. Трудовий шлях розпочав у 1952 р. в санаторії курорту Моршин.
У 1953 р. вступив до аспірантури Київського медичного інституту при кафедрі факультетської педіатрії. Після аспірантури захистив кандидатську дисертацію на тему: «Туберкульозний менінгіт у дітей та методи його лікування». Працював асистентом, а з 1959 р. — доцентом кафедри. Учень професора Віри Балабан.
Після захисту докторської дисертації на тему «Особливості млявоперебігаючого ревматизму у дітей (матеріали з клініки, діагностики і диференціальної діагностики)» з 1967 р. працював професором кафедри факультетської педіатрії. Понад 30 років працював професором і завідувачем педіатричних кафедр у Національному медичному університеті ім. О. О. Богомольця. 12 років (1971—1983 pp .) очолював кафедру дитячих інфекційних хвороб.
З 1983 р. — завідувач кафедри факультетської педіатрії (потім перейменовану в кафедру педіатрії № 3), а з 2003 р. — професор кафедри педіатрії № 3 НМУ.
У 1992 р. в Києві почав свою діяльність новий вищий медичний навчальний заклад — медичний інститут (тепер медичний університет) Української асоціації народної медицини. З часу заснування інституту П. С. Мощич став організатором кафедри педіатрії МІ УАНМ і її завідувачем, а з 2003 до останнього часу — професором кафедри.

Могила Петра Мощича, Байкове кладовище

20 років працював у МОЗ України: на посаді головного дитячого інфекціоніста з 1968, головного педіатра — з 1971 по 1989.
Помер на 78-му році життя 10 лютого 2006 року. Похований разом з дружиною на Байковому кладовищі (ділянка № 49а).

### Сім'я
Дружина Юлія Федорівна (померла 2002 p.), сини Володимир (кандидат медичних наук, доцент кафедри сімейної медицини Національної медичної академії післядипломної освіти імені П. Л. Шупика) і Олександр (доктор медичних наук, професор кафедри дитячої оторинолярингології, аудіології і фоніатрії Національної медичної академії післядипломної освіти імені П. Л. Шупика), онуки Остап (нар. 1994) і Андрій-Юліан (нар. 2004).

## Науковець
За свою 53-літню педагогічну, організаторську і практичну лікувальну діяльність у галузі педіатрії П. С. Мощич став одним з чільних фундаторів української педіатричної школи, засновником української школи дитячих інфекціоністів, підготував 8 докторів та 26 кандидатів медичних наук, десятки тисяч лікарів-педіатрів, надрукував понад 2 тисячі публікацій, з яких 50 підручників, посібників і монографій, 670 журнальних статей. Є автором 15 винаходів (патентів), 60 методичних рекомендацій та 56 інформаційних листків.
П. С. Мощич багато разів виступав на конференціях, наукових нарадах, конгресах, нарадах з навчального процесу, на з'їздах педіатрів, кардіологів, інфекціоністів як в Україні, країнах СНД, так і закордоном — у Німеччині, Польщі, Чехії, Таїланді. За матеріалами цих виступів надруковані тези — всього 1 267 праць. Визнанням заслуг П. С. Мощича є обрання його членом правління Всесоюзного наукового товариства педіатрів, заступником голови Українського товариства педіатрів, членом правління наукових товариств ревматологів і кардіологів, членом Всесвітньої асоціації педіатрів.
Наукові праці П. С. Мощича присвячені найбільш важливим і складним питанням дитячих інфекційних захворювань, дитячої кардіології, ревматології, пульмонології, фтизіатрії, гастроентерології, медичному обслуговуванню дитячого населення, а також питанням удосконалювання викладання педіатрії в медичних вузах.
Автор і співавтор 50 монографій, підручників і навчальних посібників: 6-томний посібник «Медицина дитинства» за редакцією П. С. Мощича, над 7-м томом якого («Параклінічні методи діагностики в педіатрії») він продовжував працювати.
Останньою монографією П. С. Мощича є «Кардіологія дитячого і підліткового віку», до написання якої Петро Степанович зібрав великий колектив своїх колег і учнів, професорів сучасної педіатричної науки в Україні. Ця фундаментальна праця стала останньою дописаною ним сторінкою. Монографія вийшла друком у квітні 2006 р.
Основні монографії, підручники та навчальні посібники:
1. Руднев И. М., Мощич П. С., Сидельников В. М. «Практическая кардиология детского возраста.» — Киев, «Здоровье», 1969. — 229с.
2. Мощич П. С., Гончарук А. Н. «Малосимптомные формы ревматизма у детей». — Киев, Здоров'я, 1975. — 176с
3. Мощич П. С. (редактор) «Профилактические прививки в практике педиатра». — «Здоровье», Киев, 1975. — С.222.
4. Мощич П. С., Киричинская И. А. «Инфекционно-аллергические полирадикулоневриты у детей». — Киев, «Здоровье», 1982. — 144с.
5. Мощич П. С. (редактор і автор, апівавт: В. М. Сидельников, Д. Ю. Кривченя). «Кардиология детского возраста». — Київ «Здоровья» — 1986. — 399с.
6. Бережной В. В., Мощич П. С., Марушко Ю. В. «Затяжное, рецидивирующее и хроническое течение стафилококковой инфекции у детей». — Киев, «Здоровье», 1990. — 190с.
7. Мощич П. С., Тришкова Л. А., Штырев И. В., Юрков Н. В. «Вирусные гепатиты у детей». — Киев, Здоровье, 1991. — 160с.
8. П. С. Мощич (співавтор). Детские болезни; Учебник / За ред П. Н. Гудзенко. — Киев, «Вища школа», 1984. — 776с.
9. Медицина дитинства / За ред. П. С. Мощича; Навч. Посібник: у 4 т. — К.; «Здоров'я», 1994. — Т.1. — 704с.
10. Медицина дитинства / За ред. П. С. Мощича; Навч. Посібник: у 4 т. — К.; «Здоров'я», 1995. — Т.2. — 760с.
11. Медицина дитинства / За ред. П. С. Мощича; Навч. Посібник: у 4 т. — К.; «Здоров'я», 1998. — Т.3. — 768с.
12. Медицина дитинства / За ред. П. С. Мощича; Навч. Посібник: у 4 т. — К.; «Здоров'я», 1999. — Т.4, кн.1 — 712с.
13. Медицина дитинства / За ред. П. С. Мощича; Навч. Посібник: у 4 т. — К.; «Вища школа», 2001 — Т.4, кн. 2. — 438с.
14. Медицина дитинства / За ред. П. С. Мощича; Навч. Посібник: у 4 т. — К.; Вища школа", 2001 — Т.4, кн. 3. — 476с.
15. Тришкова Л. А., Мощич П. С. и др. «Справочник по инфекционным болезням у детей». — Киев, «Здоров'я», 1990. — 364 с.
16. Мощич П. С., Жарикова З. М., Борисенко М. И, Левченко Л. А. «Диспансеризація здорових дітей в умовах поліклініки». — Київ, «Вища школа», 2003. — 222с.
17. Неонатологія; Навч. Посібник / За ред П. С. Мощича, О. Г. Сулими. — Київ, «Вища школа», 2004. — 407с.
18. Кардіологія дитячого і підліткового віку, Навч. Посібник / За ред. П. С. Мощича, Ю. В. Марушко. — Київ, «Вища школа», 2006. — 679 с.

## Громадська діяльність
1971 по 1974 — голова Київського наукового товариства дитячих лікарів.
В період 1970-х — до кінця 1980-х років обирався членом Правління наукових товариств — всесоюзного і республіканського — дитячих лікарів, членом Правління республіканського товариства кардіологів і членом Правління республіканського товариства інфекціоністів УРСР.
За вагомий внесок у розвиток педагогічної та медичної науки П. С. Мощич був обраний академіком АН ВШ (Академії наук Вищої Школи) України, АОІ (Академії оригінальних ідей) України, дійсним членом Нью-Йоркської академії наук.
Професор П. С. Мощич був членом Асоціації педіатрів України, Асоціацій ревматологів, кардіологів, інфекціоністів, Всесвітньої асоціації педіатрів. Він входив до складу редколегій багатьох науково-практичних журналів — «Педіатрія, акушерство та гінекологія», «Лікарська справа», «Ревматологічний журнал», «Інфекційні хвороби», «Мистецтво лікування» та ін.

## Відзнаки
П. С. Мощич — заслужений діяч науки і техніки України, ветеран праці, лауреат Державної премії України, мав нагороди Св. Володимира і Ярослава Мудрого, почесні звання європейських інституцій за науковий внесок в європейську педіатрію. Міжнародним бібліографічним інститутом у Кембриджу (Велика Британія) у 1998 р. включений до групи 2000 видатних людей світу XX століття, в 2001 р. визнаний «Людиною року», а в 2003 р. за особистий внесок у розвиток європейської педіатрії зарахований до групи 2000 видатних людей Європи. У 2003 р. Американським бібліографічним інститутом нагороджений «Світовою медаллю пошани» (World medal of honor). В 2006 p . обраний Міжнародним науковим Комітетом і нагороджений європейським дипломом «100 найкращих професіоналів в медицині» (МБІ, Кембридж).
За заслуги в галузі науки та охорони здоров'я дітей П. С. Мощича було відзначено урядовими нагородами: орденом «Знак пошани», орденом «За заслуги» 3-го ступеня, відзнакою президента України — медаллю «Захиснику Вітчизни», медаллю ім. академіка М. Д. Стражеска, медаллю «Ветеран праці», трьома медалями «Изобретатель СССР», відзнакою «Відмінник охорони здоров'я», Асоціацією навчальних закладів України нагрудним знаком «За розбудову освіти».